# Матільда Брунд
Матільда Брунд (англ. Mathilde Brundage; 22 вересня 1859 — 6 травня 1939) — американська акторка. З 1914 по 1928 рік знялася у 87 фільмах.
Народилася в Луїсвіллі, штат Кентуккі. Більшу частину її життя сім'я перешкоджала її бажанню грати на сцені.
Дебютувала в кіно у фільмі «Тиглі» (1914); її останнім фільмом був That's My Daddy (1928).
6 травня 1939 року Матільда Брунд померла у лікарні Св. Марії в Лонг-Біч, штат Каліфорнія.

## Вибрана фільмографія
- 1919 — Місяць-молодик / The New Moon
- 1922 — Примітивний коханець / The Primitive Lover)